# Soudcovská rada
Soudcovská rada je orgán složený ze soudců, někdy i z dalších zástupců právnických profesí, který má určité pravomoci ve vztahu ke státní správě soudů. Někdy jsou tyto pravomoci jen poradního charakteru, jindy může správu justice reálně ovlivňovat, nebo ji dokonce sama vykonává.

## Soudcovské rady u českých soudů
Soudcovské rady se v Česku zřizují u všech soudů, u okresních ale jen tehdy, pokud mají více než 10 soudců (v opačném případě její funkce vykonává shromáždění všech soudců daného okresního soudu). Každá soudcovská rada má celkem 5 členů a 3 náhradníky, u okresních soudů s méně než 30 soudci jen 3 členy, přičemž předseda soudu nebo jeho místopředseda být členem nemůže. Členové jsou voleni v přímých, rovných a tajných volbách všemi soudci daného soudu, a to na funkční období 5 let. Předseda soudcovské rady je zvolen na jejím prvním zasedání a může být kdykoli odvolán a nahrazen jiným členem rady.
Hlavním úkolem soudcovské rady je být poradním sborem pro předsedu soudu. V tomto ohledu tedy nemá reálné pravomoce, neboť jejím stanoviskem se předseda soudu nemusí řídit. Soudcovská rada se především vyjadřuje k soudcům, kteří mají být k danému soudu přiděleni, k návrhu každoročního rozvrhu práce a k jiným zásadním otázkám státní správy soudu. Zasedání soudcovské rady je vždy neveřejné.

## Nejvyšší soudcovská rada
Tento typ soudcovské rady představuje instituci, která nevzniká u určitého soudu, ale která stojí samostatně a představuje hlavní samosprávný orgán celé moci soudní. Jako taková je tedy na dalších státních mocích, moci zákonodárné a především moci výkonné, nezávislá. Zřízena již byla ve většině členských států EU, nejdříve ve Francii už v roce 1946.
V Belgii je nejvyšší soudcovská rada (Hoge raad voor de Justicie / Conseil supérieur de la Justice) tvořena 44 členy, které z poloviny volí soudci a z poloviny Senát belgického parlamentu, a to na funkční období 4 let. Vzhledem k federativnému uspořádání Belgie je tato rada konstruována paritně mezi Vlámy a Valony a má především konzultativní roli. Navrhuje kandidáty na soudce, zajišťuje jejich vzdělávání a podává různá nezávazná stanoviska. Jmenování soudců i disciplinární pravomoc je v rukou ministerstva spravedlnosti.
Dánský model je rozdělen na soudcovskou radu (CoA) o 6 členech, která řídí a organizuje soudnictví, včetně řešení rozpočtu, a stížnostní soud (ICA) o jedenácti členech, který má vůči soudcům disciplinární pravomoc. Všichni členové jsou jmenováni ministrem spravedlnosti na dobu 4 let.
Nejnovější soudcovská rada je v Estonsku, ustavená roku 2002, která má poměrně hodně kompetencí. Vymezuje soudní obvody, určuje sídla i strukturu soudů a počet jejich soudců, jmenuje předsedy soudů a schvaluje soudní jednací řády. Vyjadřuje se také k rozpočtům soudů a k odvolání soudců. Členů má 11, jde o předsedu nejvyššího soudu a dalších pět soudců (voleni soudci na dobu 3 let), dva poslance dolní komory parlamentu, zástupce advokátní komory, nejvyššího státního zástupce a jím jmenovaného dalšího státního zástupce. I přes uvedené rozsáhlé kompetence za fungování justice stále odpovídá ministerstvo spravedlnosti.
Ve Finsku je postavení nejvyšší soudcovské rady naopak poměrně slabé, protože jen navrhuje čekatele ke jmenování soudcem. Tvoří ji 12 členů, všichni jsou jmenováni na funkční období 5 let prezidentem republiky ze seznamu, který mu předkládá vláda po projednání s nejvyšším soudem a nejvyšším správním soudem.
Nejstarší soudcovská rada tohoto typu byla zavedena ve Francii (Conseil supérieur de la magistrature), což se odráží i v úpravě její struktury, předsedou je prezident republiky a místopředsedou ministr spravedlnosti. Z dalších 10 členů je pět voleno soudci a jeden státními zástupci, pak jsou po jednom jmenováni Senátem, Národním shromážděním, Státní radou a prezidentem republiky, všichni na funkční období 4 let. Francouzská nejvyšší soudcovká rada především vede se soudci disciplinární řízení (v takovém případě se ho ale neúčastní ani prezident, ani ministr spravedlnosti), kromě toho je poradním orgánem ministerstva spravedlnosti, které je jinak hlavním orgánem správy justice.
Soudcovská rada v Irsku (Courts Service) je rozdělena na oddělení soudců a správní divizi, která má větší kompetence. Komplexně spravuje soudy, včetně řešení otázky jejich rozpočtů, a zajišťuje vzdělávání soudců.
Itálie má nejvyšší soudcovskou radu (Consiglio Superiore della Magistatura) o 33 členech, z toho jsou tři členové virilní (prezident republiky, předseda kasačního soudu a vrchní státní zástupce), dalších 20 je voleno soudci a 10 je voleno z právníků mimo justici na společné schůzi obou komor parlamentu. Nevirilní členové jsou voleni na dobu 4 let. Soudcovská rada pak navrhuje kandidáty ke jmenování soudcem, má nad soudci disciplinární pravomoc a přijímá jednací řády soudů.
V Litvě je nejvyšší soudcovská rada dvacetičtyřčlenná, virilních členů je 11 (tři předsedové nejvyšších soudů a dále zástupci prezidenta republiky, parlamentu, ministr spravedlnosti a ministr financí), zbytek je volen na funkční období 4 let soudci, přičemž vždy jsou tak zastoupeni soudci nejvyšších soudů i soudci z každého soudního obvodu. Rada je poradním orgánem prezidenta republiky při jmenování či překládání soudců a sama tvoří zkušební komise pro justiční čekatele a organizuje soudcovské zkoušky. Navíc jmenuje členy disciplinární komise, kontroluje činnost soudů a podobně jako v Estonsku určuje soudní obvody. Je její určitou zvláštností, že je není považována za součást moci soudní, ale moci výkonné.
Maďarská soudcovská rada má 15 členů, virilními jsou předseda nejvyššího soudu (zároveň předseda rady), ministr spravedlnosti, nejvyšší státní zástupce, předseda advokátní komory a dva poslanci delegovaní parlamentem. Zbytek je volen přímo soudci. Je na ministerstvu spravedlnosti naprosto nezávislá, kompletně spravuje všechny soudy, včetně jejich rozpočtu, dále organizuje vzdělávání soudců a navrhuje prezidentu republiky jmenování nebo odvolání soudců.
Garantem nezávislosti soudní moci je v Polsku národní soudcovská rada (Krajowa Radzia Sadownictwa), nezávislá na ministerstvu spravedlnosti, která je složena z 25 členů (až na virilního ministra spravedlnosti všichni jmenováni prezidentem republiky z řad soudců). Soudcovská rada navrhuje soudce ke jmenování, vytváří profesní etický kodex a má nad soudci disciplinární pravmoc. Zvláštností je, že je oprávněna podat k ústavnímu soudu návrh na přezkoumání právního předpisu, který by mohl zasahovat do nezávislosti soudní moci.
V Portugalsku se tamní nejvyšší soudcovská rada (Conselho Su perior da Magistradura) skládá ze 17 členů, jejím předsedou je automaticky předseda nejvyššího soudu, dále jsou dva její členové jmenováni prezidentem republiky, sedm voleno parlamentem a sedm soudci. Jejich funkční období je rozdílné, od 3 do 5 let, podle toho, kdo je do rady vyslal. Rada pak sama určuje počet soudců, jmenuje, překládá i odvolává soudce, má nad nimi disciplinární pravomoc, provádí nad soudy dozor a navíc může ministerstvu spravedlnosti navrhnout přijetí legislativy, která by měla zvýšit exektivitu justice. Za fungování justice je však stále odpovědný ministr spravedlnosti.
Slovinská soudcovská rada, jejíž členové jsou voleni parlamentem i soudci, navrhuje soudce ke jmenování i k odvolání, vyjadřuje se k rozpočtu v rezortu justice a řeší stížnosti ze strany veřejnosti na chování soudců.
Nejvyšší soudcovská rada ve Španělsku (Consejo General del Poder Judical) má 21 členů, předseda nejvyššího soudu je automaticky jejím předsedou, dalších 12 členů je z řad soudců a 8 tvoří zástupci jiných právnických profesí, přičemž vždy polovinu volí horní komora a polovinu dolní komora parlamentu, a to na dobu 5 let. Její oprávnění jsou převážně disciplinárnéího charakteru, naopak soudy a počty soudců určuje vláda na návrh ministerstva spravedlnosti. Rada kontroluje soudy, vede disciplinární řízení nad soudci, dále se pak vyjadřuje k návrhům zákonů, které se dotýkají soudní moci a každoročně předkládá parlamentu zprávu o stavu španělské justice.
Švédský model soudcovské rady (Domstolsverket) je specifický tím, že tato rada nemá na rozdíl od dalších evropských soudcovských rad nad soudci žádnou kárnou pravomoc a za fungování justice je odpovědný ministr spravedlnosti. Rada se částečně podílí na personální správě soudů, samostatně řeší vzdělávání soudců a na jejich jmenování se účastní pouze nepřímo. Tvořena je generálním ředitelem, voleným na 6 let, radou o 10 členech volených na 3 roky a třemi divizemi.
Další nejvyšší soudcovské rady jsou v Bulharsku, na Kypru (13 členů jmenováno prezidentem republiky), na Maltě, v Nizozemí (tři členové jmenováni prezidentem a dva vládou na dobu 6 let), Rumunsku nebo v Řecku (všech 28 členů voleno z řad soudců, ale jen na 1 rok), podobnou radu mají i nečlenské státy EU - Island (čtyři členové voleni soudci a jeden prezidentem republiky na období 5 let), Chorvatsko a Severní Makedonie.
Od roku 2001 (de jure, de facto až od 2002) funguje taková rada i na Slovensku (Súdna rada Slovenskej republiky), a to díky tomu, že byla významným ústavním zákonem č. 90/2001 Z.z. (euronovelou) přímo novelizována slovenská ústava. Nová úprava je pak konkretizována zákonem č. 185/2002 Z.z., o Súdnej radě Slovenskej republiky. Má celkem 18 členů, jejím předsedou je automaticky předseda Nejvyššího soudu, dále ji tvoří 8 soudců, kteří jsou voleni soudci, 3 osoby volené parlamentem, 3 osoby jmenované prezidentem republiky a 3 osoby jmenované vládou. Mezi její pravomoce patří navrhovat kandidáty na předsedu a místopředsedu Nejvyššího soudu, předkládat návrhy na jmenování a odvolání soudců, sama pak rozhoduje o jejich přidělení k určitému soudu a o jejich přeložení a volí a odvolává členy soudcovských disciplinárních senátů. Navrhuje také kandidáty do mezinárodních soudcovských pozic. Dále se vyjadřuje k rozpočtům soudů a koordinuje činnost soudcovských rad u jednotlivých soudů (jejichž pozice je jinak obdobná jako v České republice, tzn. jsou jen poradními orgány předsedů soudů). Nakonec se vyjadřuje k návrhům právních předpisů, které se týkají soudnictví a spolupracuje s ministerstvem spravedlnosti, mj. na zásadách výběru soudců a zásad posuzování jejich kariérního postupu. 
V Česku však takový zastřešující orgán pro samosprávu justice nebyl doposud zřízen, ani Ústava s ním nepočítá, hlavním orgánem v této oblasti je stále Ministerstvo spravedlnosti. Objevují se však hlasy, které zavedení Nejvyšší rady soudnictví z důvodu větší nezávislosti na dalších státních mocích požadují. Její vznik prosazuje zejména Soudcovská unie České republiky, ale projekt jako naplnění ústavního principu dělby moci podporuje i česká pobočka Transparency International.